# گروه امبریسر
گروه امبریسر (انگلیسی: Embracer Group) شرکت هلدینگ بازی ویدئویی سوئدی است، که در سال ۲۰۰۸ تأسیس شد.